# Incidente Catalina
El Incidente Catalina fue un suceso ocurrido el 16 de junio de 1952 en el que un PBY Catalina sueco fue derribado por dos Mig-15 soviéticos en aguas internacionales. Dicha aeronave participaba en la misión de búsqueda de un DC-3 sueco también derribado por la Unión Soviética. El acto de agresión se produjo como represalia a las misiones de inteligencia electrónica que estaba llevando a cabo Suecia sobre las defensas antiaéreas soviéticas. El incidente puso en duda la neutralidad sueca durante la Guerra Fría y deterioró las relaciones entre ambos países.

## Precedentes
A finales de los años 1940, Suecia y Gran Bretaña entablaron relaciones de ámbito militar en secreto. Aprovechando la aparente neutralidad de Suecia en la Guerra Fría y su estratégica posición, se acordó la realización de misiones de inteligencia electrónica (ELINT) sobre las costas de la Unión Soviética. Para llevar a cabo este cometido, se acondicionarón dos Douglas DC-3 Dakota, apodados "Hugin" y "Monin", de la Fuerza Aérea Sueca con un sistema de recolección de señales radar AN/APR-9 desarrollado por el Instituto Tecnológico de Massachusetts (MIT). Las misiones ELINT tenían como objetivo recolectar las señales producidas por las fuerzas antiaéreas soviéticas para identificar sus defensas y su posición en el mapa. La información recogida era fundamental para elaborar el diseño de las defensas suecas y era de gran utilidad para los operativos de la OTAN. Los Dakota siempre volaban sobre aguas internacionales y ocultaban sus tareas afirmando ser aviones de investigación atmosférica. Aun así, la Unión Soviética descubrió poco después sus verdaderas intenciones y, tras diversas advertencias, llevó a cabo represalias. 

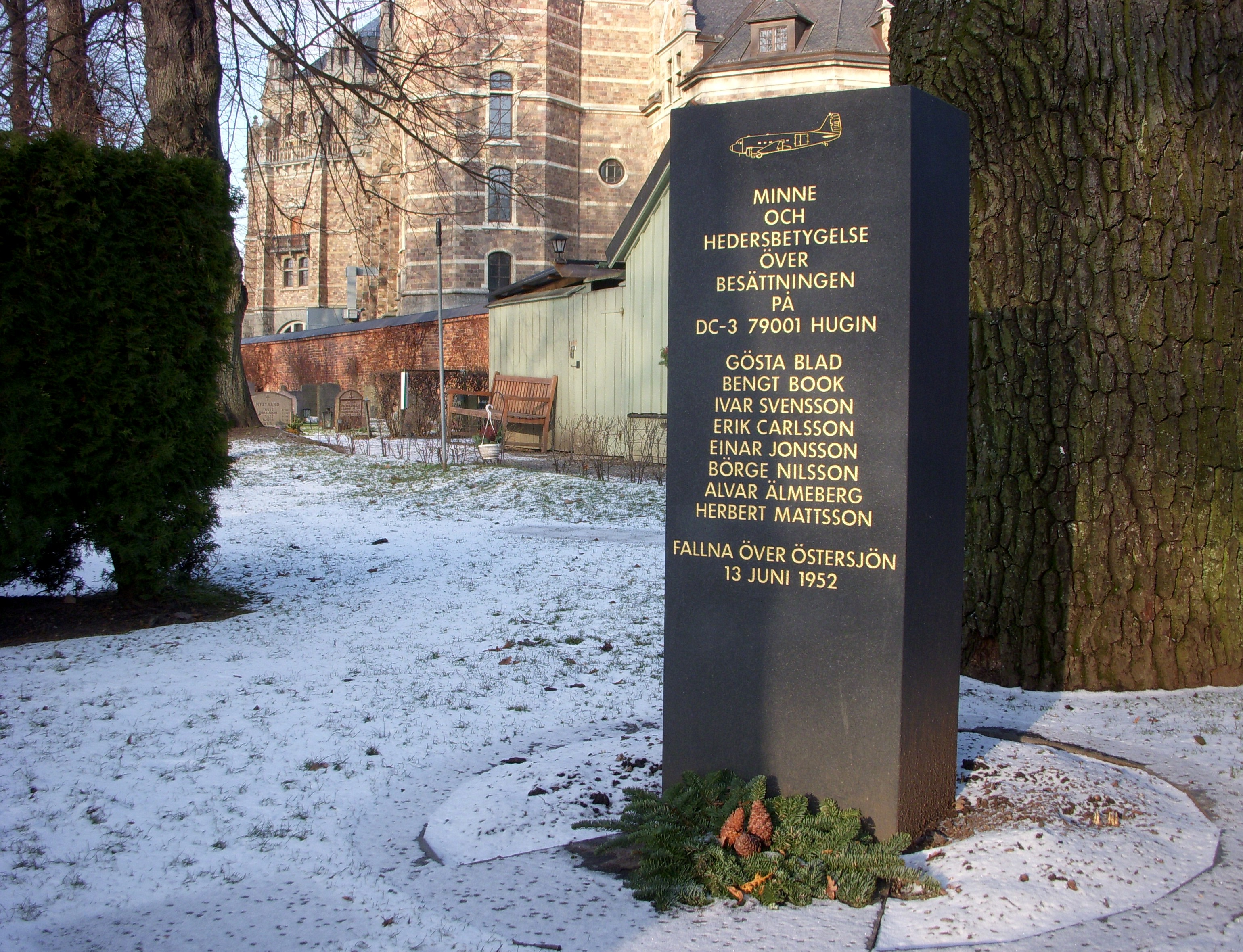
Monumento a las víctimas del DC-3

El 13 de junio de 1952, Hugin despegó en solitario desde su base en Bromma dispuesto a recopilar información sobre los sistemas de radar de la armada soviética la cual estaba realizando un ejercicio naval a gran escala en el Báltico. Sin embargo, antes de poder regresar a base, un Mig-15 soviético interceptó la aeronave y la abatió con sus 8 ocupantes a bordo. No hubo supervivientes. Antes de precipitarse sobre el mar, el piloto logró enviar una incompleta señal de emergencia al escuadrón aéreo F2 de Hägernäs. Tras perder el contacto con el avión, Suecia inició una operación de salvamento que incluía dos hidroaviones Consolidated PBY Catalina, 15 aeronaves equipadas con radares de reconocimiento y 7 buques de la armada. Dos horas después, uno de los efectivos llegó al supuesto lugar del siniestro, pero no pudo hallar restos del aparato debido a la baja visibilidad. Dos días después hallaron un bote salvavidadas con un impacto de proyectil.
A pesar de que todos los indicios apuntaban a la Unión Soviética como responsable del crimen, Suecia decidió mantener en secreto el ataque y solo comunicaron la desaparición del Douglas DC-3 en un supuesto vuelo de entrenamiento. El acontecimiento se ocultó para mantener la opinión pública sobre la neutralidad de Suecia en la Guerra Fría y no provocar más confrontaciones con el bloque comunista. Inmediatamente cesaron las misiones ELINT en el Báltico.

## El Incidente Catalina

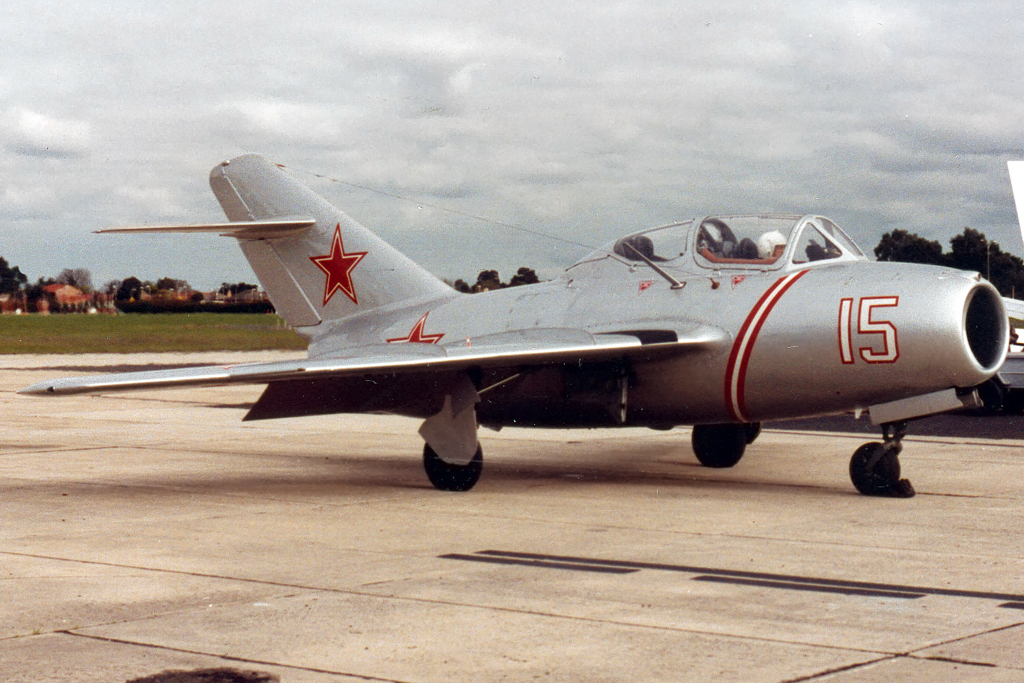
Fotografía de un Mig-15

Tres días después del derribo del Dakota, un PBY Catalina de la Fuerza Aérea Sueca que se encontraba en el área del siniestro intentando localizar restos del fuselaje, fue sorprendido por dos Mig-15 soviéticos que hicieron una pasada junto a él. Con el fin de evitar nuevos incidentes, sus tripulantes pusieron rumbo a Suecia, pero antes de poder abandonar la zona, los cazas soviéticos dispararon varias ráfagas sobre ellos. El Catalina fue derribado, pero su piloto Olof Arbin logró efectuar un amerizaje de emergencia. El hidroavión se hundió poco después y su tripulación tuvo que ser rescatada por un carguero de Alemania del Este que presenció lo ocurrido. La presencia de un buque civil durante el ataque hizo imposible mantener en secreto la agresión.
El suceso saltó a los medios de comunicación y el alto mando sueco ordenó responder a cualquier agresión militar por parte de las fuerzas del Pacto de Varsovia con igual intensidad. Las labores de búsqueda del Douglas DC-3 se detuvieron inmediatamente por el riesgo de una escalada bélica que afortunadamente no prosiguió. Inicialmente los soviéticos negaron cualquier responsabilidad en el ataque al Catalina, aunque tras los informes de los testigos, se retractaron.
Cuatro años después, en 1956, el líder soviético Nikita Jruschov declaró en una reunión a su homólogo sueco, Tage Erlander, la implicación de la Unión Soviética en los derribos del DC-3 y el Catalina. Sin embargo, la conversación se mantuvo en secreto ya que a ninguno de los dos países les interesaba hablar demasiado sobre el tema del DC-3. La Unión Soviética prefería no acusar formalmente a Suecia de realizar misiones ELINT en sus costas, ya que al hacerlo la situaría en el bloque occidental y era más ventajoso mantenerla en una posición de neutralidad para acotar las operaciones de la OTAN en el Báltico. Por otro lado, Suecia prefería también mantener el escándalo en secreto, ya que si no tendrían que reconocer a la opinión pública que les habían engañado respecto a su neutralidad. Por ello, la versión oficial de que el DC-3 había sido derribado durante un vuelo de entrenamiento por problemas técnicos se mantuvo hasta la caída de la URSS. También por ello el suceso se conoció mundialmente como "el Incidente Catalina" y no "el Incidente Dakota".
En 1991, un equipo de investigación independiente, impulsado por los familiares de las víctimas, tuvo acceso a los archivos del servicio secreto soviético y desvelaron la verdad sobre el DC-3. Entre 2003 y 2004 se recuperaron los restos del Dakota y actualmente se exhiben en el Museo de la Fuerza Aérea Sueca.